# Джеймстаун (Каліфорнія)
Джеймстаун (англ. Jamestown) — переписна місцевість (CDP) в США, в окрузі Туолемі штату Каліфорнія. Населення — 3478 осіб (2020).

## Географія
Джеймстаун розташований за координатами 37°57′32″ пн. ш. 120°24′32″ зх. д. / 37.95889° пн. ш. 120.40889° зх. д. (37.958780, -120.408787).  За даними Бюро перепису населення США в 2010 році переписна місцевість мала площу 7,76 км², з яких 7,76 км² — суходіл та 0,01 км² — водойми.

## Демографія
Згідно з переписом 2010 року, у переписній місцевості мешкали 3433 особи в 1501 домогосподарстві у складі 881 родини. Густота населення становила 442 особи/км².  Було 1645 помешкань (212/км²).
Расовий склад населення:
| - 85,9 % — білих - 2,8 % — корінних американців - 0,8 % — азіатів - 0,6 % — чорних або афроамериканців - 0,1 % — вихідців з тихоокеанських островів - 3,9 % — осіб інших рас |

До двох чи більше рас належало 5,9 %. Частка іспаномовних становила 14,9 % від усіх жителів.
За віковим діапазоном населення розподілялося таким чином: 21,9 % — особи молодші 18 років, 55,7 % — особи у віці 18—64 років, 22,4 % — особи у віці 65 років та старші. Медіана віку мешканця становила 44,7 року. На 100 осіб жіночої статі у переписній місцевості припадало 90,2 чоловіків;  на 100 жінок у віці від 18 років та старших — 84,1 чоловіків також старших 18 років.
Середній дохід на одне домашнє господарство  становив 46 763 долари США (медіана — 35 268), а середній дохід на одну сім'ю — 48 422 долари (медіана — 32 422). Медіана доходів становила 50 078 доларів для чоловіків та 23 864 долари для жінок. За межею бідності перебувало 19,6 % осіб, у тому числі 27,2 % дітей у віці до 18 років та 3,3 % осіб у віці 65 років та старших.
Цивільне працевлаштоване населення становило 962 особи. Основні галузі зайнятості: мистецтво, розваги та відпочинок — 15,4 %, освіта, охорона здоров'я та соціальна допомога — 14,6 %, роздрібна торгівля — 14,2 %.